# Edith Hancke
Edith Hancke (Berlijn, 14 oktober 1928 - aldaar, 4 juni 2015) was een Duitse (stem)actrice.

## Jeugd en opleiding
Edith Hancke was de dochter van een bankemployé en groeide op in Berlin-Charlottenburg. Op 20-jarige leeftijd bezocht ze een toneelschool in Wilmersdorf. Haar eerste verbintenis kreeg ze in DEFA-films in Babelsberg. Na vier DDR-producties ging ze naar West-Duitsland.

## Carrière
Naast talrijke film- en tv-producties speelde ze op vele Berlijnse podia. Ze kreeg meermaals de Goldener Vorhang voor de populairste Berlijnse actrice. Ze trad ook twee jaar lang op als lid van het cabaret Die Stachelschweine. Voor de populaire radio-amusementsserie Pension Spreewitz werkte ze mee bij RIAS in 150 afleveringen. Zelfs op 72-jarige leeftijd speelde ze in het stuk Fenster zum Flur een jaar lang de hoofdrol. Van 1981 tot 1987 was ze te horen als verteller in de RIAS-hoorspelreeks Damals war's – Geschichten aus dem alten Berlin, als opvolgster van de overleden verteller Ewald Wenck.
Door haar werkzaamheden als stemactrice is Hancke in veel buitenlandse films te horen, zoals in de Tsjechische musicalspeelfilm Limonádový Joe aneb Koňská opera (1965). Van 1991 tot 1994 synchroniseerde ze in de Amerikaanse serie Dinosaurs de baby Sinclair, die bekend werd door de zich steeds weer herhalende uitroep Nicht die Mama!. 

## Privéleven en overlijden
Ze was sinds 1972 voor de tweede keer getrouwd met haar collega Klaus Sonnenschein, die ze in 1970 had leren kennen bij het Theater Tribüne. Ze woonde met hem in hun huis in Holstein en in Berlin-Schlachtensee. Edith Hancke overleed op 4 juni 2015 in de leeftijd van 86 jaar aan de gevolgen van kanker. Ze werd bijgezet op de Waldfriedhof Zehlendorf.

## Onderscheidingen
- Goldener Vorhang (1977, 1980, 1985–1989, 1991, 1992, 2002, 2006)
- Bundesverdienstkreuz am Bande (11 mei 1987)
- Goldene Kamera voor haar levenswerk (2000)

## Filmografie (selectie)
- 1949: Der Biberpelz
- 1950: Bürgermeister Anna
- 1950: Die lustigen Weiber von Windsor
- 1951: Modell Bianka
- 1954: Raub der Sabinerinnen
- 1955: Himmel ohne Sterne
- 1956: Der Hauptmann von Köpenick
- 1956: Ein Mann muss nicht immer schön sein
- 1956: Wenn wir alle Engel wären
- 1957: Frühling in Berlin
- 1958: Madeleine Tel. 13 62 11
- 1958: Schmutziger Engel
- 1958: Schwarzwälder Kirsch
- 1958: Meine 99 Bräute
- 1958: Kleine Leute mal ganz groß
- 1958: Der Maulkorb
- 1958: Ohne Mutter geht es nicht
- 1959: Natürlich die Autofahrer
- 1959: Peter schießt den Vogel ab
- 1959: Arzt aus Leidenschaft
- 1959: Als geheilt entlassen
- 1959: Kriegsgericht
- 1960: Herr Hesselbach und … (tv-film)
- 1961: Bei Pichler stimmt die Kasse nicht
- 1961: Geliebte Hochstaplerin
- 1961: Vertauschtes Leben
- 1961: Die Ehe des Herrn Mississippi
- 1961: Die seltsame Gräfin
- 1961: So liebt und küßt man in Tirol
- 1961: Am Sonntag will mein Süßer mit mir segeln gehn
- 1962: Dicke Luft
- 1962: Ohne Krimi geht die Mimi nie ins Bett
- 1963: Frühstück im Doppelbett
- 1964: Holiday in St. Tropez
- 1964: Die schwarzen Adler von Santa Fe
- 1965: Das ist Stern schnuppe (tv-serie, 7 afleveringen)
- 1965: Tausend Takte Übermut
- 1967: Das große Glück
- 1967: Mittsommernacht
- 1968: Otto ist auf Frauen scharf
- 1968: Paradies der flotten Sünder
- 1969: Heintje – Ein Herz geht auf Reisen
- 1969: Warum hab' ich bloß 2× ja gesagt?
- 1969: Charley’s Onkel
- 1971: Unser Willi ist der Beste
- 1973: Unsere Tante ist das Letzte
- 1973: Alter Kahn und junge Liebe
- 1973: Lokaltermin
- 1977: Drei Damen vom Grill (gastrol)
- 1978: Café Wernicke
- 1978: Ein Mann will nach oben (tv-serie)
- 1978: Tatort: Rechnung mit einer Unbekannten
- 1980–1984: Wissen sie es besser? (krimi-tv-spelreeks)
- 1981: Sonne, Wein und harte Nüsse (tv-serie, Die Sache mit der klassischen Bildung)
- 1982: Meister Eder und sein Pumuckl (tv-serie)
- 1984: Berliner Weiße mit Schuß (tv-serie)
- 1990: Hotel Paradies (tv-serie, gastrol aflevering 9)
- 1993-1994: Auto Fritze (tv-serie)
- 2002: Aus lauter Liebe zu Dir
- 2002: Mord an Bord
- 2003: Das Geheimnis der Frösche
- 2004: Zwei Männer und ein Baby
- 2005: Heiraten macht mich nervös
- 2006: Vater Undercover – Im Auftrag der Familie
- 2007: Ich leih' mir eine Familie
- 2009: Schaumküsse

## Theater (selectie)
- 1949: Henrik Ibsen: Die Wildente – Regie: Kurt Raeck (Renaissance-Theater Berlin)

## Hoorspelen (selectie)
- 1953/54: Hermann Krause: Die Arche Noack (Gitta) – Regie: Werner Oehlschläger (22 afleveringen) (NWDR)
- 1957–1964: Thierry: Pension Spreewitz (Gisela Spreewitz, dochter) – Regie: Ivo Veit (150 afleveringen) (RIAS Berlin)
- 1964–1987: Diverse auteurs: Damals war's – Geschichten aus dem alten Berlin (als Isolde in verhaal nr. 4 Berliner Rangen met acht afleveringen en als verteller 1981-1987 in de laatste zeven verhalen met 58 afleveringen) – Regie: Ivo Veit u. a.(40 verhalen in 426 afleveringen) (RIAS Berlin)
- 1973: Rodney David Wingfield: Aasgeier – Regie: Otto Düben (misdaadhoorspel – SDR)
- 1995: Die drei ??? Geisterstadt (64) als Silvie Oames
- 1995: Die drei ??? Diamantenschmuggel (aflevering 65) als Mary

- Gemeinsame Normdatei: 134397134
- International Standard Name Identifier: 0000 0000 5623 0287
- Library of Congress Control Number: no2019010825
- MusicBrainz: d528e59d-8980-4eaa-b97e-83c351f7b89f
- Virtual International Authority File: 79606080
- WorldCat: E39PBJt43gKbKkJYYPkDtbP84q